# Sua Alteza Sereníssima

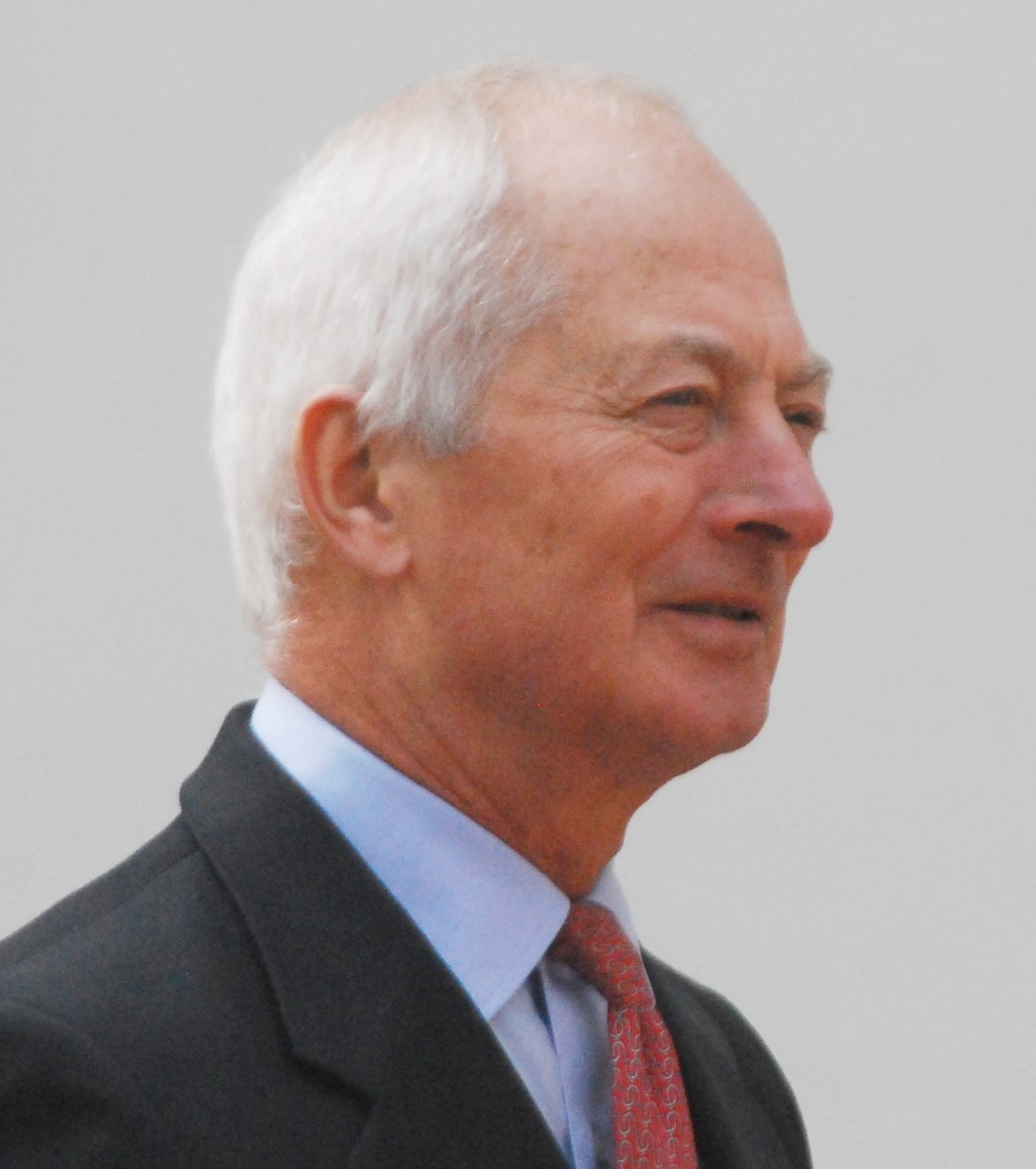
Príncipe João Adão II do Liechtenstein em 2013

Sua Alteza Sereníssima (abreviado como S.A.S) é um tratamento associado à alta nobreza ocidental.

## Utilização

### Uso atual
O tratamento é tradicionalmente usado e associado a membros de famílias nobres, mais respectivamente dos principados de Mônaco e Liechtenstein, a casa de Grimaldi e a casa de Liechtenstein, respectivamente. Não sendo exclusividade desta casta da nobreza, a principesca.

### Uso casual em situações especiais
Sendo o tratamento não exclusivo da posição principesca de nobres, o tratamento também foi utilizado em diversas ocasiões. O rei Jorge I da Grã-Bretanha era tratado como Alteza Sereníssima, na condição de arquitesoureiro e Príncipe-eleitor do Sacro Império Romano-Germânico, mas se renomeou mesmo como aristocrata quando se tornou de fato Sua Majestade Britânica. No Reino da Hungria (1920-1946), o almirante reformado Miklós Horthy, durante seu governo regencial, usou também o tratamento de Alteza Sereníssima. Seu tratamento completo foi: Sua Alteza Sereníssima, O Regente do Reino da Hungria. O chanceler da Alemanha Otto von Bismarck também ostentou o tratamento de "Sua Alteza Sereníssima", concedido a ele pelo imperador Guilherme I da Alemanha, quando este era rei da Prússia. O rei Luís Filipe I da França, na condição de duque de Orléans e antes mesmo como duque de Chantres, ou seja, antes de acender ao trono real como rei dos Franceses, ostentou também o tratamento de "Sua Alteza Sereníssima", antes de ser estilizado "Sua Alteza Real" pelo seu primo, o rei Carlos X.

## Regiões germanófonas
O atual e legal uso do estilo nos países de língua alemã é confinado à Família principesca do Liechtenstein, a totalidade dos quais ostenta o tratamento.
O termo alemão é Durchlaucht, a tradução do latim (su)perillustris. O que usualmente traduzido para o português como Alteza Serena, entretanto, isso poderia ser mais literal como  superior a, acima, ou grande e ilustríssimo, com isso a argumentação do uso do Erlaucht ("ilustre"), de acordo com os Condes imediatos (Reichsgrafen) do Sacro Império Romano-Germânico e por condes mediatizados da Confederação Germânica e do Império Alemão. Em 1911, a edição da Encyclopædia Britannica ironicamente observa que uma versão inglesa perfeitamente lógica pode ser "Sua Transparência".
Em 1375, o imperador Carlos IV deu o estilo nobiliárquico de Durchlauchtig ("Alteza Sereníssima") aos sete príncipes-eleitores originais designados pela Bula Dourada de 1356. A partir de 1664 o imperador Leopoldo I investiu todos os príncipes imperiais com o estilo, tornou-se tão comum que tanto os eleitores como os arquiduques da Áustria começaram a usar o tratamento superlativo Durchlauchtigst. No Império Alemão, o estilo de "Alteza Sereníssima" costumava ser mantido por príncipes de classe inferior àqueles que tinham direito a "Alteza" (exceções eram a Wettin) e os cadetes dos ducados ernestinos), Alteza Grã-Ducal, Alteza Real e Alteza Imperial. Portanto, se uma mulher com direito ao tratamento de "Alteza Real" se casasse com um homem que era abordado apenas como "Alteza Serena", a mulher geralmente mantinha seu estilo pré-marital.
Em 1905, o imperador Francisco José I da Áustria concedeu o estilo de "Durchlaucht" aos membros de praticamente todas as famílias que haviam recebido o título de Príncipe no antigo Sacro Império Romano-Germânico, mesmo que a família nunca tivesse exercido a soberania.
No Império Alemão e no Império Austríaco dos séculos XIX e XX  o estilo Alteza Serena era oficialmente dos:
- ramos cadetes dos soberanos duques ernestinos (i.e., Saxe-Altenburg, Saxe-Meiningen, Saxe-Coburgo-Gota);[5]
- Príncipes (Fürsten) reinantes dos pequenos reinos que sobreviveram ao colapso do Sacro Império Romano-Germânico:[6]
  - Hohenzollern (Rendeu soberania ao reis Hohenzollern, da Prússia, em 1848)
  - Lippe
  - Reuss
  - Schaumburg-Lippe
  - Schwarzburg
  - Waldeck and Pyrmont
- Príncipes mediatizados e duques (exemplo, Ratibor), e, finalmente, os membros da sua família;
- Príncipes Morganáticos, descendentes de uma dinastia reinante;
- Outros não-reinantes príncipes da nobreza alemã, mas não todos os cadetes (p.ex. os príncipes de Bismarck, Carolath-Beuthen, Pless, Wrede).

Por tradição, Durchlaucht ainda é atribuído às dinastias principescas que eram soberanas até 1917 ou tinham sido mediatizadas sob o Império Austro-Húngaro e Confederação Germânica em 1815, embora o uso tenha sido oficioso desde 1918.

## Regiões francófonas
Há alguma evidência de que, na França pré-revolucionária, ao contrário da Alemanha, uma pessoa com direito a ser tratada como "Alteza Serena" era considerada superação de alguém que era meramente tratado como "Alteza". Os membros da família real que não eram filhos ou netos de um rei, ou seja, os princes du sang, podiam ser chamados de "Alteza Sereníssima" Altesse sérénissime ). O estilo simples de "Alteza" ( altesse ) foi reivindicado pelos Príncipe Estrangeiro e pelos princes légitimés. Na verdade, esses estilos formais raramente eram empregados na conversa, uma vez que os "princes du sang" usavam estilos únicos (por exemplo, Prince of the sang, Mademoiselle), Princes du sang, Prince), enquanto os pares ducais, conduzido pelo orgulhoso Louis de Rouvroy, duque de Saint-Simon, evitou conceder o altesse Para os príncipes estrangeiros e battards royals ', o que levou os nobres de menor posição a fazerem o mesmo.
O príncipe reinante de Mônaco, Alberto II, é tratadoo como "Sua Alteza Sereníssima". Sua esposa, filhos e irmã mais nova, a princesa  Stéphanie, também são referidos como "Alteza Serena". Sua irmã mais velha, Caroline, Princesa de Hanover, também foi denominada "Sua Alteza Sereníssima" antes de seu casamento de 1999, mas é denominada "Alteza Real" desde então, mesmo durante o período em que Ela foi oficialmente "A Princesa Herdeira de Mônaco" como herdeira presuntiva para o trono. No idioma francês, as versões masculina e feminina são Son Altesse Sérénissime (SAS), que traduz-se literalmente como "Sua Mais Serena Alteza".

## Itália
Na República de Veneza, também chamada de  "Sereníssima República", o Doge era chamado de Serenissimus ("O mais Sereno") assim como o Duque de Mântua.
Crianças de Savoia reis e príncipes da Coroa da Itália eram intitulados de "Real Serena", mas não aos remotos descendentes da linha masculina eram "Alteza Serena" por direito (embora o estilo "Alteza Real" fosse garantido ad personam, por exemplo os Duques de Aosta, Duques de Gênova).
A mediatizada Casa de Thurn und Taxis, intitulada de Alteza Serena, tratamento no Império Alemão, ao não-dinasta ramo cadete, dos Duques di Castel Duino, o qual obtiveram por naturalização na itália do século XX. Quando incorporado à nobreza italiana, o seu estilo já utilizado de "Alteza Serena" foi autorizado pela Coroa.

## Polônia
Na Primeira República da Polônia (1569-1795), também chamada de "a República da Sereníssima da Polônia", Sua "Majestade que Reina Serena" (SMS) era um estilo usado pela monarcas reinantes.

## Rússia
Depois de 1886, bisnetos de imperadores russos na linhagem masculina, e seus descendentes, eram príncipes ou princesas, e receberam o tratamento de "Alteza Sereníssima". A excepção era o homem sênior que por primogenitura na descendência patrilinear de cada bisneto, mantinha o estilo mais elevado de "Alteza".
Estritamente, o termo russo, Svetlost, era honorífico  e usado como forma adjetiva (Светлейший : Svetleyshiy) Para referir-se aos membros de um seleto poucas das famílias principescas de Rússia (p.ex. "O Sereno" príncipe Anatoly Pavlovich Lieven ou "O Sereno" príncipe Dmitri Vladimirovich Golitsyn). No entanto, quando traduzida para línguas não-eslavas e usada em referência a um membro da família imperial dos  Romanov, ela era normalmente interpretada como "Alteza Serena".

## Reino Unido
A rainha Vitória elevou cada um dos príncipes que se casaram com suas filhas a Alteza Real (exceto Frederico III da Alemanha, príncipe herdeiro da Prússia), marido de Vitoria, Princesa Real, que já possuía a "Alteza Real". Isto incluiu, em 30 de janeiro de 1884, SAR príncipe Henrique de Battenberg, marido da princesa Beatriz. Os filhos desse casal receberam o estilo de "Alteza" por sua avó britânica pela carta patente em 4 de dezembro de 1886.
Vários ramos morganáticos de dinastias alemãs tomaram residência no Reino Unido no século XIX, onde os seus títulos principescos alemães e estilo de "Alteza Serena" foram reconhecidos pelo soberano. Incluído neste grupo foram Princesa Eduardo de Saxe-Weimar, Princesa Vítor de Hohenlohe-Langenburg, Duque de Teck e príncipes de Teck e os príncipes de Battenberg.
Durante a Primeira Guerra Mundial, o rei George V revogou o reconhecimento do estilo "Alteza Serena", usado até então por alguns parentes da família real Britânica que os usavam em conjunto com os títulos principescos alemães em Grâ-Bretanha. A rainha consorte de George V do Reino Unido ao nascer foi estilizada de "Sua Alteza Sereníssima", a princesa Maria de Teck e a mãe do príncipe Filipe, Duque de Edimburgo, a Princesa Alice de Battenberg, recebeu "Sua Alteza Serena". Os Teck (descendentes da Casa Real) do Reino de Württemberg e os Battenberg (descendentes do Grão-Duque de Hesse), foram compensados com Marquês de Cambridge e Earl de Athlone para o primeiro, e Marquês de Milford Haven e Marquês de Carisbrooke para este último.

## Bélgica
A lista a seguir intitulada ou família autorizadas pela Coroa a usar o estilo de "Alteza Serena":
- Duques e príncipes de Arenberg
- Duque de Beaufort-Spontin
- Duques e príncipes de Croÿ
- Príncipes de Habsburgo (cadete ramo arquiducal residente na Bélgica)
- Príncipes de Lobkowicz (residente na Bélgica)
- Duques e príncipes Looz-Corswarem
- Príncipes de Stolberg-Stolberg

## Hungria
Antes de 1947, o estilo "Sua Alteza Sereníssima" (Ő Főméltósága, literalmente: "Sua Alta Dignidade") era utilizado na Hungria. Os príncipes tinham o direito de usá-lo, e entre 1920 e 1944 o regente, Miklós Horthy, foi denominado como "Sua Alteza Sereníssima o Regente do Reino da Hungria" (Ő Főméltósága a Magyar Királyság Kormányzója).

## Portugal
Como a família nobre a mais poderosa em Portugal, os Duques de Bragança tiveram o tratamento oficial da "Alteza Sereníssima" até 1640, quando ascenderam ao trono de Portugal, tornando-se assim "Alteza Real", porém os infantes que não estavam na linha direta para o trono de Portugal foram titulados como "Sua Alteza, o Sereníssimo(a) Senhor(a) Infante(a) Dom(Dona) [Nome] de Portugal".

## México
De 1853 a 1855, o presidente do México, Antonio Lopez de Santa Anna, apreciou o estilo oficial de Alteza Sereníssima, um tratamento único nesse país.
Agustin I de México deu esse título a vários membros de sua família.

## Espanha
Em 1807, Manuel de Godoy, Príncipe de la Paz, recebeu o estilo de "Alteza Sereníssima", um tratamento único naquele país na época. Anteriormente a esta concessão o estilo era usado às vezes pelos monarcas católicos Isabel e Fernando assim como por outras casas sabidas antigamente como ilustre ou serena. A maioria destas casas antigas perdeu o estilo através da prescrição.
O honorífico (em castelhano:  El Serenísimo Señor) é um dos estilos para os infantes.

## Uso em repúblicas
Repúblicas podem ter aristocracias, este tratamento por várias lógicas também foi usado nas seguintes repúblicas. De 1853 a 1855, o presidente vitalício do México, Antonio López de Santa Anna também usou o tratamento oficial de "Sua Alteza Sereníssima". Na França, todos os  presidentes na qualidade chefes de estado do principado de Andorra, são também por validade de antigos tratados internacionais assinados no século XVI, estilizados "Alteza Sereníssima", que garantiu a divisão do co-tratamento com um clérigo católico, o bispo de Urgel.